# Agonum invidiosum
Agonum invidiosum är en skalbaggsart som beskrevs av Thomas Casey. Agonum invidiosum ingår i släktet Agonum och familjen jordlöpare. Inga underarter finns listade i Catalogue of Life.